# 小浜維人
小浜 維人（おばま これひと、1935年〈昭和10年〉4月30日 - 1999年〈平成11年〉9月24日）は、日本のジャーナリスト。元NHKキャスター、NHK解説委員長。

## 来歴・人物
大阪府出身。京都大学教育学部卒業後、1961年にNHKに入局。仙台放送局から記者生活をスタートする。1963年大阪放送局に移り、この時期に結婚。2男1女をもうけた。
1967年、東京に移動。政治部に配属となり、福田派を担当する。体重が90キロもあったため、福田赳夫から「小浜関」と呼ばれて可愛がられた。
1979年から1982年までの3年間、『ニュースセンター9時』のキャスターを担当。初代の磯村尚徳が外信、2代目の勝部領樹が社会部だったため、3代目は政治部からとのことで小浜がキャスターに抜擢されたという。
番組退任後は解説委員を務めていたが、1990年に最初の病魔に襲われ、脳出血で倒れる。およそ3ヶ月で職場復帰し、その2年後には解説委員長に就任。
NHK退職後は政治評論家として活動していたが、今度はがんに襲われる。
1999年9月24日死去。64歳没。

## 出演番組
- ニュースセンター9時
- 視点・論点
- 討論

## 著書
- 『家庭・社会と少年の非行』富山県教育委員会〈生涯教育新書 38〉、1985年2月。